# Washington Spirit
Washington Spirit és un club de futbol estatunidenc amb seu a l'àrea metropolitana de Washington DC que juga a les Lligues professionals femenines de futbol dels Estats Units (NWSL). És una continuació del DC United Women de la W-League i compta amb un equip amateur a la Women's Premier Soccer League i un equip juvenil. L'empresària Michele Kang és la propietària majoritària i gerent del Washington Spirit des del 30 de març de 2022.
El 16 de maig de 2023, Michele Kang i OL Groupe, el hòlding de l'Olympique Lyonnais, van anunciar la formació d'una entitat separada que estaria composta pel Washington Spirit i el club de la màxima divisió femenina francesa Olympique Lyonnais. OL Groupe va conservar una participació del 48% en la nova entitat resultant, i Kang és la propietària majoritària i executiva en cap del club. Per a evitar conflictes d'interessos, OL Groupe va vendre el seu club de la NWSL, l'OL Reign.
El Maryland SoccerPlex, situat a Germantown, va ser l'estadi del Washington Spirit d'ençà de la temporada inaugural del 2013. A partir de la temporada 2018, el Washington Spirit va començar a coordinar-se amb el DC United per a jugar partits a casa a l'Audi Field de Buzzard Point. El Washington Spirit hi va jugar el seu primer partit el 25 d'agost d'aquella temporada contra el Portland Thorns.
| Temporada    | Estadi              | Ubicació              | Capacitat |
| ------------ | ------------------- | --------------------- | --------- |
| 2013-2019    | Maryland SoccerPlex | Germantown (Maryland) | 4.000     |
| 2018-present | Audi Fiels          | Washington DC         | 20.000    |
| 2020-2022    | Segra Field         | Leesburg (Virgínia)   | 5.000     |